# 북다사 나들목
북다사 나들목(N.Dasa IC)은 대구광역시 달성군 다사읍 이천리에 설치된 대구외곽순환고속도로의 3번 나들목이다. 2012년 예비타당성조사 당시에는 선사 나들목으로 불렸으며 건설 당시에는 다사 나들목으로 불렸다.

## 역사
- 2012년 : 성서 ~ 지천 구간 건설사업 예비타당성조사 당시 선사 나들목이라 칭함
- 2014년 12월 26일 : 2021년까지 대구외곽순환고속도로 신설을 위해 대구광역시 도시계획시설 교통광장에 다사읍 이천리 일원을 다사 나들목으로 고시[1]
- 2016년 8월 31일 : 2020년 12월까지 설계 변경을 위해 대구광역시 도시계획시설 교통광장 면적 변경[2]
- 2022년 3월 31일 : 대구외곽순환고속도로 개통과 함께 북다사 나들목으로 통행 개시[3]

## 구조물 정보
- 위치: 대구광역시 달성군 다사읍 이천리
- 영업소: 대구광역시 달성군 다사읍 다사로 320

## 접속하는 도로
- 세천로7길
- 세천2교